# Grănicești
Grănicești – wieś w Rumunii, w okręgu Suczawa, w gminie Grănicești. W 2011 roku liczyła 1796 mieszkańców. 